# سفارة الصين في السويد
سفارة الصين في السويد هي أرفع تمثيل دبلوماسي لدولة الصين لدى السويد. تقع السفارة في بلدية ستوكهولم وهي تهدف لتعزيز المصالح الصينية في السويد.

## وصلات خارجية
- الموقع الرسمي
- قائمة سفارات الصين
- قائمة السفارات في السويد